# Lilium amoenum
Lilium amoenum (chin. 玫红百合, méi hóng bǎihé) ist eine Art aus der Gattung der Lilien (Lilium) in der Asiatischen Sektion innerhalb der Familie der Liliengewächse (Liliaceae).

## Beschreibung
Lilium amoenum ist eine mehrjährige krautige Pflanze, die Wuchshöhen von 15 cm bis 30 Zentimeter erreicht. Der Stängel ist an der Oberfläche papillös. Sie besitzt zwischen acht und zwölf schmal-elliptische bis spatelige Laubblätter, die zwischen 28 und 45 mm lang und 2 bis 7 mm breit sind. Sie sind um den Stängel verteilt und einnervig.
Sie blüht im Juni mit einer einzelnen nickenden, glockenförmigen, duftenden Blüte. Die zwittrige Blüte ist dreizählig. Die drei äußeren Blütenhüllblätter sind lanzettförmig und zwischen 30 mm und 40 mm lang, 9 bis 10 mm breit und leicht gerollt. Die drei inneren Blütenhüllblätter sind mehr stärker oval bis elliptisch und mit 14 bis 15 mm etwas breiter. Die Grundfarbe der Blüten ist purpurn-rosa bis purpurn-rot mit tiefroten Punkten. Die Antheren sind etwa 5 mm groß, die Pollen sind orange bis braun und die Filamente etwa 14 mm lang und klebrig. Der Griffel ist 12 mm bis 14 mm lang und die Narbe ist bis zu 3 mm stark. Die Nektarien sind grün und beidseitig nicht papillös. Die Samen reifen in Kapselfrüchten heran.
Die Zwiebeln sind rund und erreichen einen Durchmesser zwischen 2 und 22 cm. Sie sind mit weißen lanzettförmigen bis ovalen Schuppen überzogen.
Die Chromosomenzahl beträgt 2n = 24.

## Verbreitung
Die Art ist in der Provinz Yunnan in der Volksrepublik China endemisch.
Lilium amoenum wächst an Waldrändern und grasigen Plätzen in Dickichten in Höhenlagen von 1800 m bis 3000 m NN.

## Systematik
1922 entschloss sich Ernest Wilson, auf die von ihm geplante Erstbeschreibung von Lilium amoenum zu verzichten, als er das Typexemplar von Lilium sempervivoideum in Edinburgh sah, da er sie für identisch hielt und behandelte Lilium amoenum fortan als Synonym. Joseph Robert Sealy teilte diese Ansicht jedoch nicht und lieferte 1949 in Botanical Magazine; or, Flower-Garden Displayed ... Seite 166, Tafel 73 die formale Erstbeschreibung für Lilium amoenum nach. 1984 nahm S. Yun Liang die Zusammenfassung der Arten wieder auf und stellte Lilium amoenum als Unterart zu Lilium sempervivoideum, aufgrund eines formalen Fehlers ist seine Beschreibung jedoch ungültig. Dessen ungeachtet ist die enge Verwandtschaft beider Arten offensichtlich.